# Arrivederci Roma (brano musicale)
Arrivederci Roma è un brano musicale composto da Renato Rascel, con testi di Pietro Garinei e Sandro Giovannini. Il brano fu inciso da Renato Rascel nel 1954 e pubblicato su 78 giri in due diverse edizioni; il primo, con le matrici datate 11 marzo e 10 settembre, come lato B di Addio sole de Roma ed il secondo come Lato A di Musicomania ambedue con l'orchestra diretta da Gorni Kramer.

## Descrizione
Arrivederci, Roma è ispirata alle bellezze della città eterna, che il turista ammira per l'ultima volta, prima di ripartire.
Scritta originariamente per quartetto, è stata adattata nel 1956 per orchestra di archi.

## Cover
- 1954 - Nilla Pizzi, EP (RCA Italiana – A72V 0018); album del 1955 La reina de la canción italiana (RCA Records – 3L10043)
- 1955 - Danièle George, EP come Au Revoir Rome, testo di Fernard Bonifay e Roger Berthier (RCA Records – 76 024)
- 1955 - Lys Assia, singolo (Decca Records - F 46142), pubblicato in Germania e Belgio; album Lys Assia Songs (Decca Records - LF 1544), pubblicato in Germania
- 1955 - Jula de Palma, singolo (CGD – 597 337); compilation 1ª selezione CGD (CGD – MV 0207)
- 1955 - Georgia Gibbs, singolo come Goodbye to Rome, testo di Carl Sigman (Mercury Records – 70743); album Georgia Gibbs Favorites Vol. 3 (Mercury Records – MG 25304)
- 1955 - The Three Suns, singolo (RCA Victor – 47-6273); album del 1957 Here Come The Suns (Victor – LS-5083), pubblicato in Giappone
- 1956 - Pino Calvi nell'album Autumn in Rome (Capitol Records – T10027), pubblicato negli Stati Uniti d'America, Australia e Canada
- 1956 - André Dassary, singolo come Au Revoir Rome, testo di Fernard Bonifay e Roger Berthier (Vega – V45 1642); album del 2014 Les succes d'Andre Dassary (BNF Collection)
- 1956 - Carmen Déziel, singolo come Au Revoir Rome, testo di Fernard Bonifay e Roger Berthier  (RCA Victor – 56-5314); album del 1962 Oh! La! La! (RCA Victor – CGP-127)
- 1956 - Lucienne Delyle, singolo, testo di Fernard Bonifay e Roger Berthier (Pathé – 45 GQ 2029); album Les grands succès de Lucienne Delyle - N° 1 (Pathé – AT 1081)
- 1956 - Bob Martin, EP come Au Revoir, Rome, testo di Fernard Bonifay e Roger Berthier (Barclay - 70031); album del 1957 Bob Martin (Barclay - 80 054)
- 1956 - Patrice e Mario, EP come Au Revoir Rome, testo di Fernard Bonifay e Roger Berthier (Odeon Records - MOE 2067)
- 1956 - Frederica, EP come Au Revoir Rome, testo di Fernard Bonifay e Roger Berthier (Columbia Records - ESRF 1084); album del 2020 Succès et raretés (Marianne Mélodie – 464144)
- 1956 - Yvette Horner, EP (Pathé – 45 EA 84)
- 1957 - Claudio Villa, singolo (Cetra – AC 3256); album del 1958 Claudio Villa (CID – CET 33.500), pubblicato in Francia
- 1957 - Mario Lanza, EP, testo di Stillmann (RCA Records – 85 246), pubblicato in Francia; album del 1958 Mario Lanza (RCA Victor – LM-2211), pubblicato negli Stati Uniti d'America, Regno Unito, Spagna, Messico e Canada
- 1958 - Vic Damone, singolo, testo di Sigman, (Philips – P.B.819); album Angela Mia (Columbia Records – CL 1088)
- 1958 - Roger Williams, singolo, testo di Carl Sigman (Kapp Records – K-210X); album Roger Williams (Kapp Records – KL-1081), pubblicato negli Stati Uniti d'America e Canada
- 1962 - Dean Martin nell'album Dino (Capitol Records – ST-1659), pubblicato negli Stati Uniti d'America, Regno Unito e Canada
- 1963 - Jerry Vale, singolo (CBS - BG 225018); album Arrivederci, Roma (Columbia Records – CL 1955)
- 1963 - The Sunsetters, singolo, testo di Carl Sigman (Dearborn – D-539); album del 1964 Dancing After Sunset (Dearborn – D5S-1)
- 1964 - Lando Fiorini nell'album Roma mia (Dischi Ricordi – MRL 6036)
- 1964 - Johnny Dorelli nell'album 30 anni di canzoni d'amore (CGD – FG 5010)
- 1966 - Perry Como, EP (Royalsound – TKR 172), pubblicato in Thailandia; album Perry Como in Italy (RCA Victor – LPM-3608), pubblicato negli Stati Uniti d'America, Regno Unito, Germania, Giappone e Canada
- 1978 - Gene Ferrari & The Disco Roma Band nell'album Disco italiano (Sunrise Music Ltd. – SM-117), pubblicato negli Stati Uniti d'America
- 1981 - Freak Antoni nel singolo Arrivederci Roma/Love In Portofino (Italian Records - EXIT 714) dal cofanetto L'incontenibile Freak Antoni
- 2015 - Juan Diego Flórez nell'album Italia (Decca Records – 4788408)
- xxxx - Renzo Gilardini e il suo complesso "Musette" nell'album Italian Holiday (Columbia Records – 33S1106), pubblicato in Spagna, Regno Unito e Nuova Zelanda
- xxxx - Raymond Siozade, EP (Vogue – EPS. 1.213)
- 2010 - Renato Zero e Amedeo Minghi (dal vivo)